# Gran Premi de França del 2000
Resultats del Gran Premi de França de Fórmula 1 de la temporada 2000, disputat al circuit de Nevers Magny-Cours el 2 de juliol del 2000.

## Resultats
| Pos | No | Pilot                 | Equip                  | Voltes | Temps/ Retirada  | Pos. de sortida | Punts |
| --- | -- | --------------------- | ---------------------- | ------ | ---------------- | --------------- | ----- |
| 1   | 2  | David Coulthard       | McLaren - Mercedes     | 72     | 1h 38' 06. 4     | 1               | 10    |
| 2   | 1  | Mika Häkkinen         | McLaren - Mercedes     | 72     | + 14.748 s       | 4               | 6     |
| 3   | 4  | Rubens Barrichello    | Ferrari                | 72     | + 32.409 s       | 3               | 4     |
| 4   | 22 | Jacques Villeneuve    | BAR - Honda            | 72     | + 1' 01.322 min. | 7               | 3     |
| 5   | 9  | Ralf Schumacher       | Williams - BMW         | 72     | + 1' 03.981 min. | 5               | 2     |
| 6   | 6  | Jarno Trulli          | Jordan - Mugen - Honda | 72     | + 1' 15.605 min. | 9               | 1     |
| 7   | 5  | Heinz-Harald Frentzen | Jordan - Mugen - Honda | 71     | + 1 Volta        | 8               |       |
| 8   | 10 | Jenson Button         | Williams - BMW         | 71     | + 1 Volta        | 10              |       |
| 9   | 11 | Giancarlo Fisichella  | Benetton - Playlife    | 71     | + 1 Volta        | 14              |       |
| 10  | 17 | Mika Salo             | Sauber - Petronas      | 71     | + 1 Volta        | 12              |       |
| 11  | 16 | Pedro Diniz           | Sauber-Petronas        | 71     | + 1 Volta        | 15              |       |
| 12  | 15 | Nick Heidfeld         | Prost - Peugeot        | 71     | + 1 Volta        | 16              |       |
| 13  | 7  | Eddie Irvine          | Jaguar - Cosworth      | 70     | + 2 Voltes       | 6               |       |
| 14  | 14 | Jean Alesi            | Prost - Peugeot        | 70     | + 2 Voltes       | 18              |       |
| 15  | 20 | Marc Gené             | Minardi - Fondmetal    | 70     | + 2 Voltes       | 21              |       |
| Ret | 3  | Michael Schumacher    | Ferrari                | 58     | Motor            | 1               |       |
| Ret | 18 | Pedro de la Rosa      | Arrows - Supertec      | 45     | Transmissió      | 13              |       |
| Ret | 12 | Alexander Wurz        | Benetton - Playlife    | 34     | Virolla          | 17              |       |
| Ret | 21 | Gaston Mazzacane      | Minardi - Fondmetal    | 31     | Virolla          | 22              |       |
| Ret | 19 | Jos Verstappen        | Arrows - Supertec      | 25     | Transmissió      | 20              |       |
| Ret | 8  | Johnny Herbert        | Jaguar - Cosworth      | 20     | Caixa canvi      | 11              |       |
| Ret | 23 | Ricardo Zonta         | BAR - Honda            | 16     | Virolla          | 19              |       |

## Altres
- Pole: David Coulthard 1' 15. 632

- Volta ràpida: David Coulthard 1' 19. 479 (a la volta 28)